# کلاید (کالیفرنیا)
کلاید (به انگلیسی: Clyde) یک منطقهٔ مسکونی در ایالات متحده آمریکا است که در شهرستان کنترا کوستا، کالیفرنیا واقع شده‌است. کلاید ۰٫۳۴۷ کیلومتر مربع مساحت و ۶۷۸ نفر جمعیت دارد و ۷٫۰۱ متر بالاتر از سطح دریا واقع شده‌است.